# Alba Regia (film)
Az Alba Regia 1961-ben megjelent magyar filmdráma, rendezője Szemes Mihály. A film a második Moszkvai Nemzetközi Filmfesztiválon Ezüst díjat nyert. A filmet Székesfehérvárott forgatták és ott is játszódik.

## Cselekmény
1945. Hajnal doktor nem akar politizálni. Marad, amikor a németek kiürítik Székesfehérvárt, és nem mozdul akkor sem, amikor a német ellentámadás elől a szovjetek vonulnak vissza. Befogadja Albát, aki erdélyi menekültnek mondja magát. A lány a német tisztek vizitje után mondja meg a doktornak, hogy nem menekült, hanem szovjet híradós. Hajnal ebben a feszült pillanatban vall szerelmet neki. Egy német tisztnek gyanús a lány, és le akarja tartóztatni. A hazaérő doktor verekedés közben lelövi a németet. A kórházból a Gestapo kihallgatásra viszi Hajnalt. A férfi a szovjet támadás okozta zavart kihasználva útközben megszökik. Otthon Alba üzenete várja: visszajövök. A történetet a férfi idézi fel, amikor már tudja, hogy a lány Berlin ostroma alatt meghalt.

## Szereposztás
- Tatyjana Jevgenyjevna Szamojlova – Alba
- Gábor Miklós – Hajnal
- Ráday Imre – Konrád
- Váradi Hédi – Nővér
- Bessenyei Ferenc – Szovjet őrnagy
- Sinkovits Imre – Gestapo tiszt
- Kautzky József – Helmuth